# آنو کویویستو
آنو کویویستو (به انگلیسی: Anu Koivisto) (زادهٔ ۹ مهٔ ۱۹۸۰) شناگر اهل فنلاند است.